# M61 Vulcan

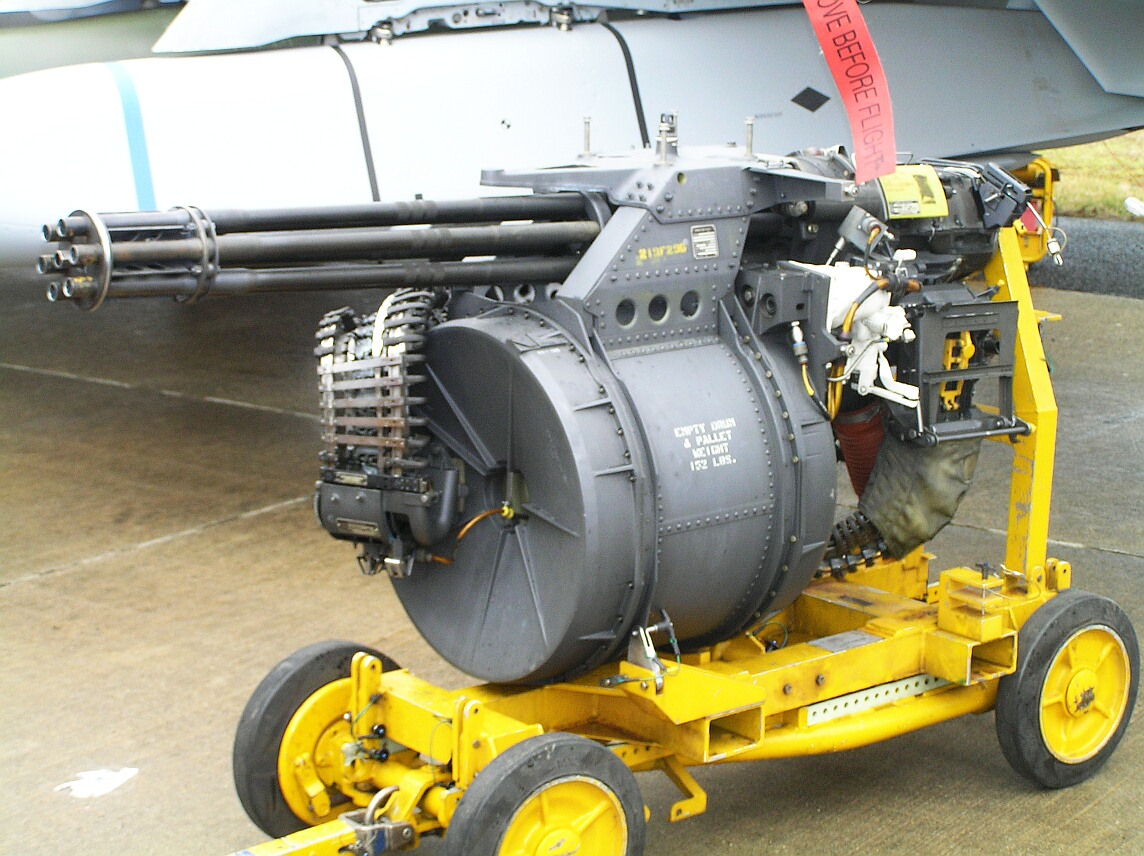
Canó automàtic M61 Vulcan en exposició, es pot apreciar clarament l'arranjament dels canons i el "tambor" que conté els cartutxos.

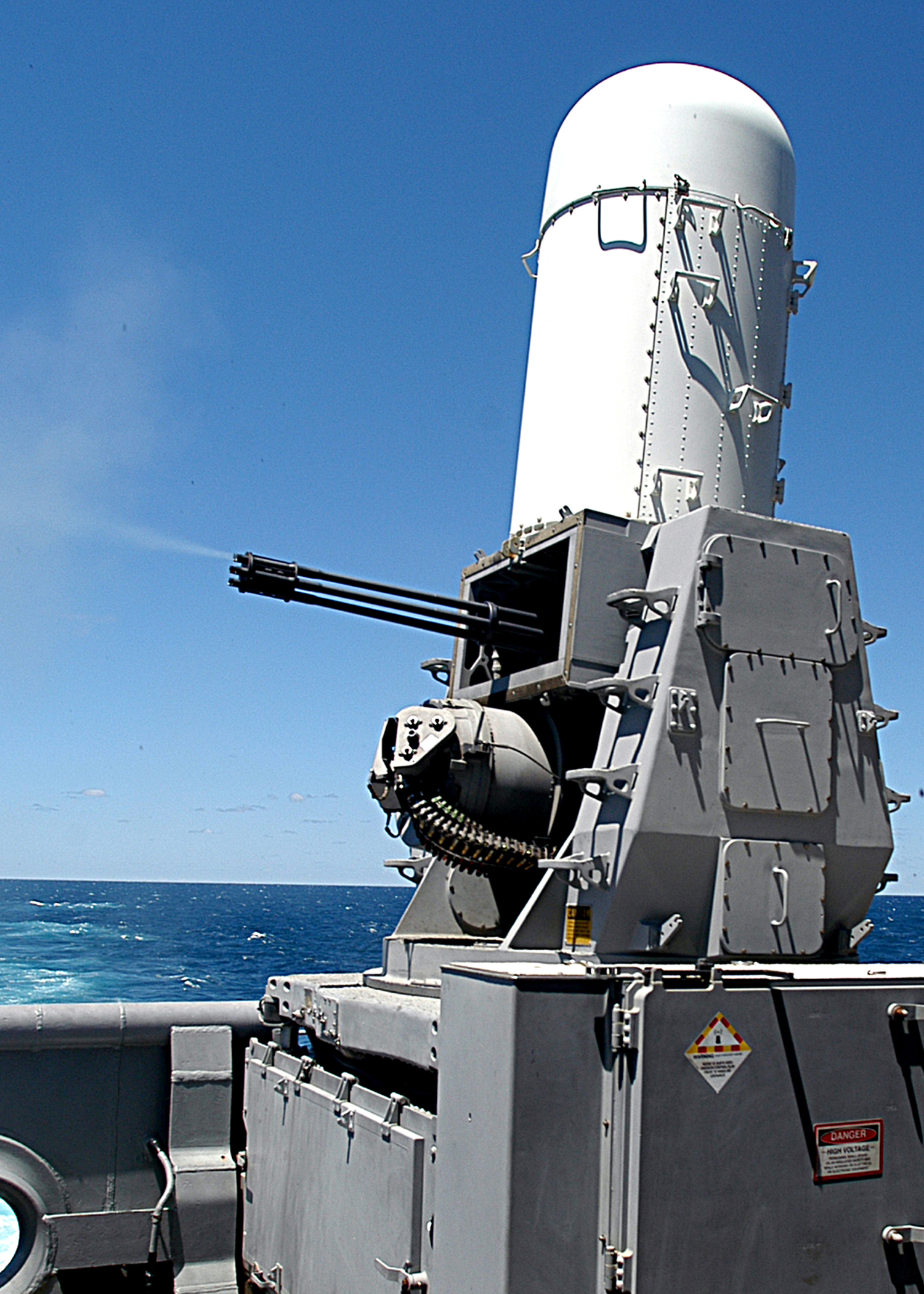
M61 Vulcan com a part d'un sistema antiaeri naval de curt abast Phalanx CIWS.

El M61 Vulcan és una canó automàtic de tipus gatling amb 6 canons rotatoris i de calibre 20 mm. Aquesta arma de foc fou dissenyada i fabricada als Estats Units d'Amèrica per la companyia General Electric, tot i que actualment és produïda per General Dynamics. L'arma fou dissenyada per al seu ús en avions de combat a reacció però també s'ha emprat en altres usos com la defensa antiaèria.

## Característiques
L'arma de foc compta amb 6 canons els quals roten per accionament pneumàtic o hidràulic. Utilitza munició de calibre 20 x 102 mm, un estàndard de l'OTAN emprat en múltiples armes i forces armades. El cartutx es dispara mitjançant una descàrrega elèctrica que activa la càrrega fulminant. La disposició de múltiples canons permet una elevada cadència de tir, que arriba als 6.000 trets per minut, amb un menor escalfament i deteriorament de cada canó.

## Aplicacions

### Avions de combat
- Republic F-105 Thunderchief
- McDonnell Douglas F-4 Phantom II
- Grumman F-14 Tomcat
- McDonnell Douglas F-15 Eagle
- General Dynamics F-16 Fighting Falcon
- McDonnell Douglas F/A-18 Hornet
- Lockheed Martin F-22 Raptor

### Defensa antiaèria
- Phalanx CIWS